# Johann Sebald Triemer
Johann Sebald Triemer (Weimar, v. 1700 – Amsterdam, 1762) è stato un violoncellista e compositore tedesco.

## Biografia
Nato a Weimar all'inizio del XVIII secolo, Jean Zewalt Triemer visse durante il periodo in cui il violoncello acquistava popolarità in quanto strumento solista e d'orchestra. Mentre Johann Sebastian Bach scriveva le sue famose suite per violoncello solo, Triemer studiava lo strumento a Weimar, sotto la guida di Gregor Christoph Eylenstein, violoncellista e musicista da camera del duca di Weimar. Nello stesso tempo studiava teoria musicale con Johann Andreas Ehrbach, un altro musicista di Weimar, e diventò membro dell'orchestra di corte.
Considerato il primo violoncellista virtuoso in Germania, fu inserito nel Dizionario di musica di Ernst Ludwig Gerber (pubblicato nel 1812) per la fama dei suoi concerti.
Triemer viaggiò molto durante la sua carriera. Si recò ad Amburgo nel 1725 dove divenne membro dell'orchestra del teatro. Due anni più tardi si recò a Parigi dove restò fino al 1729, continuando i propri studi di composizione con Joseph Bodin de Boismortier. Dopo Parigi, i suoi viaggi lo portarono ad Alkmaar (Paesi Bassi) e più tardi ad Amsterdam, dove pubblicò un Metodo di violoncello nel 1739, come pure le sue Sei sonate per violoncello e continuo nel 1745.
Triemer si stabilì ad Amsterdam fino alla morte, sopraggiunta nel 1762.

## Pubblicazioni
- Metodo di violoncello, 1739
- Sei sonate per violoncello e continuo, 1745

## Le sei sonate per violoncello e continuo
Le Sei sonate per violoncello e continuo testimoniano della crescente difficoltà tecnica richiesta nella letteratura per violoncello dei compositori verso la metà del XVIII secolo. Esse permettono di situare il ruolo dello strumento verso la fine del periodo barocco, quando il violoncello si svincola progressivamente dal ruolo di strumento utilizzato per il basso continuo assumendo a pieno titolo il ruolo di strumento solista. Vi si trovano degli accordi e dei passaggi che richiedono rapidità di esecuzione nella mano sinistra.